# Condado de Dallas (Misuri)
El condado de Dallas (en inglés: Dallas County), fundado en 1844, es uno de 114 condados del estado estadounidense de Misuri. En el año 2000, el condado tenía una población de 15,661 habitantes y una densidad poblacional de 11 personas por km². La sede del condado es Búfalo. El condado recibe su nombre en honor al Vicepresidente George M. Dallas. El condado forma parte del área metropolitana de Springfield.

## Geografía
Según la Oficina del Censo, el condado tiene un área total de 1406 km² (542,9 mi²), de la cual 1403 km² (541,7 mi²) es tierra y 3 km² (1,2 mi²) (0.24%) es agua.

### Condados adyacentes
- Condado de Camden (norte)
- Condado de Laclede (este)
- Condado de Webster (sur)
- Condado de Greene (suroeste)
- Condado de Polk (oeste)
- Condado de Hickory (noroeste)

## Demografía
Según la Oficina del Censo en 2000, los ingresos medios por hogar en el condado eran de $27,346, y los ingresos medios por familia eran $33,500. Los hombres tenían unos ingresos medios de $26,438 frente a los $17,569 para las mujeres. La renta per cápita para el condado era de $15,106. Alrededor del 17.90% de la población estaban por debajo del umbral de pobreza.

## Transporte

### Carreteras principales
- U.S. Route 65
- Ruta de Misuri 32
- Ruta de Misuri 64
- Ruta de Misuri 73

## Localidades
| - Búfalo - Celt - Long Lane | - Louisburg - Red Top - Tunas | - Urbana - Windyville |